# Ichneumon peloponnesus
Ichneumon peloponnesus är en stekelart som beskrevs av Heinrich 1980. Ichneumon peloponnesus ingår i släktet Ichneumon och familjen brokparasitsteklar. Inga underarter finns listade i Catalogue of Life.